# Stary Staw (województwo wielkopolskie)
Stary Staw – osada w Polsce położona w województwie wielkopolskim, w powiecie ostrowskim, w gminie Ostrów Wielkopolski, przy północnej granicy Ostrowa. Leży w granicach sołectwa Franklinów.
Miejscowość przynależała administracyjnie przed rokiem 1887 do powiatu odolanowskiego, W latach 1975–1998 do województwa kaliskiego, a w latach 1887–1975 i od 1999 do powiatu ostrowskiego. W 1979 r. niewielki fragment wsi (p. Stary Staw) włączono w granice Ostrowa.